# Blaudeix
Blaudeix – miejscowość i gmina we Francji, w regionie Nowa Akwitania, w departamencie Creuse.
Według danych na rok 1990 gminę zamieszkiwały 104 osoby, a gęstość zaludnienia wynosiła 15 osób/km² (wśród 747 gmin Limousin Blaudeix plasuje się na 506. miejscu pod względem liczby ludności, natomiast pod względem powierzchni na miejscu 621.).